# Rey Shenjing de Zhou
El Rey Shenjing de Zhou (chino: 周慎靚王; pinyin: Zhōu Shènjìng Wáng), o Rey Shenching de Chou, fue el trigésimo sexto rey de la dinastía Zhou de China, y el vigésimo cuarto de la dinastía Zhou Oriental.
Su nombre personal era Dìng, y su nombre ancestral era Jī. Su nombre póstumo, Shenjing significa "prudente y tranquilo".
Era hijo de su predecesor, el Rey Xian de Zhou y por tanto, sobrino del Rey Lie de Zhou; su abuelo paterno fue el Rey An de Zhou.
Shenjing engendró a su sucesor, el Rey Nan de Zhou, quien tuvo un reinado muy largo.